# 新峴駅
新峴駅（シンヒョンえき、朝鮮語: 신현역）は、大韓民国京畿道始興市米山洞にある、西海線の駅である。

## 歴史
- 2013年10月21日 - 事業用鉄道路線告示にて駅名を新峴駅に決定。[1]
- 2018年4月6日 - 鉄道距離表告示。[2]
- 2018年6月16日 - 西海線開業。[3]

## 駅構造
2面2線の相対式ホームを有する。 

### のりば
| 上行 | ● 西海線 | 素砂方面 |
| 下行 | ● 西海線 | 元時方面 |

## 駅周辺
- 新峴洞住民センター
- 浦洞生活スポーツ公園
- 官谷池

## 隣の駅
素砂元時線運営
●西海線　
新川駅 (S19) - 新峴駅 (S20) - 始興市庁駅 (S21)